# Santa Lucía Ojo de Agua
Santa Lucía Ojo de Agua är en ort i Mexiko.   Den ligger i kommunen Las Margaritas och delstaten Chiapas, i den sydöstra delen av landet, 900 km öster om huvudstaden Mexico City. Santa Lucía Ojo de Agua ligger 819 meter över havet och antalet invånare är 681.
Terrängen runt Santa Lucía Ojo de Agua är kuperad åt sydväst, men åt nordost är den bergig. Terrängen runt Santa Lucía Ojo de Agua sluttar österut. Runt Santa Lucía Ojo de Agua är det ganska glesbefolkat, med 30 invånare per kvadratkilometer. Närmaste större samhälle är San Bartolo, 17,0 km nordost om Santa Lucía Ojo de Agua. I omgivningarna runt Santa Lucía Ojo de Agua växer i huvudsak städsegrön lövskog.